# Кларк (округ, Виргиния)
Округ Кларк (англ. Clarke County) располагается в США, в штате Виргиния. По состоянию на 2010 год, численность населения составляла 14 034 человек. Получил своё название в честь Джорджa Роджерсa Кларкa.

## География
По данным Бюро переписи США, общая площадь округа равняется 461 км², из которых 456 км² суша и 6 км² или 1,2% это водоёмы.

### Соседние округа
- Лаудон (Виргиния) — восток
- Уоррен (Виргиния) — юго-запад
- Фокир (Виргиния) — юго-восток
- Фредерик (Виргиния) — запад
- Джефферсон (Западная Виргиния) — север

## Демография
По данным переписи населения 2000 года в округе проживает 12 652 жителей в составе 4 942 домашних хозяйств и 3 513 семей. Плотность населения составляет 28 человек на км². На территории округа насчитывается 5 388 жилых строений, при плотности застройки 12 строений на км². Расовый состав населения: белые - 91,15%, афроамериканцы - 6,73%, коренные американцы (индейцы) - 0,19%, азиаты - 0,49%, гавайцы - 0,03%, представители других рас - 0,55%, представители двух или более рас - 0,85%. Испаноязычные составляли 1,46% населения.
В составе 29,40 % из общего числа домашних хозяйств проживают дети в возрасте до 18 лет, 58,20 % домашних хозяйств представляют собой супружеские пары проживающие вместе, 8,90 % домашних хозяйств представляют собой одиноких женщин без супруга, 28,90 % домашних хозяйств не имеют отношения к семьям, 24,10 % домашних хозяйств состоят из одного человека, 9,90 % домашних хозяйств состоят из престарелых (65 лет и старше), проживающих в одиночестве. Средний размер домашнего хозяйства составляет 2,50 человека, и средний размер семьи 2,97 человека.
Возрастной состав округа: 23,40 % моложе 18 лет, 5,80 % от 18 до 24, 29,10 % от 25 до 44, 27,10 % от 45 до 64 и 14,60 % от 65 и старше. Средний возраст жителя округа 41 лет. На каждые 100 женщин приходится 98,00 мужчин. На каждые 100 женщин старше 18 лет приходится 96,60 мужчин.
Средний доход на домохозяйство в округе составлял 51 601 USD, на семью — 59 750 USD. Среднестатистический заработок мужчины был 40 254 USD против 30 165 USD для женщины. Доход на душу населения был 24 844 USD. Около 4,20% семей и 6,60% общего населения находились ниже черты бедности, в том числе - 7,10% молодежи (тех кому ещё не исполнилось 18 лет) и 11,10% тех кому было уже больше 65 лет.